# Kätkesuando
Kätkesuando is een dorp binnen de Zweedse gemeente Pajala. Het is het noordelijkst gelegen dorp van de gemeente. Het dorp ligt aan de Torne en aan de Riksväg 99, die hier even in het dal van de rivier ligt. Aan de overzijde van de rivier ligt de Finse tegenhanger Kätkesuvanto, zonder dat er een directe verbinding tussen de dorpen is; hemelsbreed nog geen 200 m, via de weg ongeveer 50 kilometer (via Muonio).
Aareavaara · Anttis · Huukki · Isovaara · Jarhois · Juhonpieti en Erkheikki · Junosuando · Kainulasjärvi · Kangos · Kardis · Kassa · Kätkesuando · Käymäjärvi · Kaunisvaara · Kengis · Kenttä · Keräntöjärvi · Kieksiäisvaara · Kiilarova · Kihlanki · Kitkiöjärvi · Kitkiöjoki · Kolari · Kompelusvaara · Korpilombolo · Kurkkio · Lahenpää · Lahnajärvi · Lautakoski · Liviöjärvi · Lovikka · Männikkö · Muonionalusta · Muodoslompolo · Narken · Nuuksujärvi · Ohtanajärvi · Oksajärvi · Pääjärvi · Pajala · Parkalompolo · Pentäsjärvi · Peräjävaara · Pimpiö · Ristimella · Ruosteranta · Sahavaara · Saittarova · Salmijärvi · Särkimukka · Sattajärvi · Selkäjärvi · Suaningi · Talinen · Tärendö · Teurajärvi · Torinen · Törmäsniva · Tornefors